# Man med guldhjälm
Man med guldhjälm, även benämnd Mannen med den gyllene hjälmen, är en målning utförd av en okänd konstnär cirka 1650–1660. Man trodde tidigare att det var ett verk av Rembrandt men i dag tros verket vara målat av någon i kretsen kring honom.
Man med guldhjälm är ett typiskt exempel på ett porträtt från den nederländska stormaktstiden och har typiska drag från Rembrandt, därav att man tidigare trodde det var ett av hans verk. Det är okänt vem som är porträtterad.